# Spinosodus
Spinosodus – rodzaj chrząszczy z rodziny kózkowatych i podrodziny zgrzypikowych. Obejmuje dwa opisane gatunki.

## Morfologia

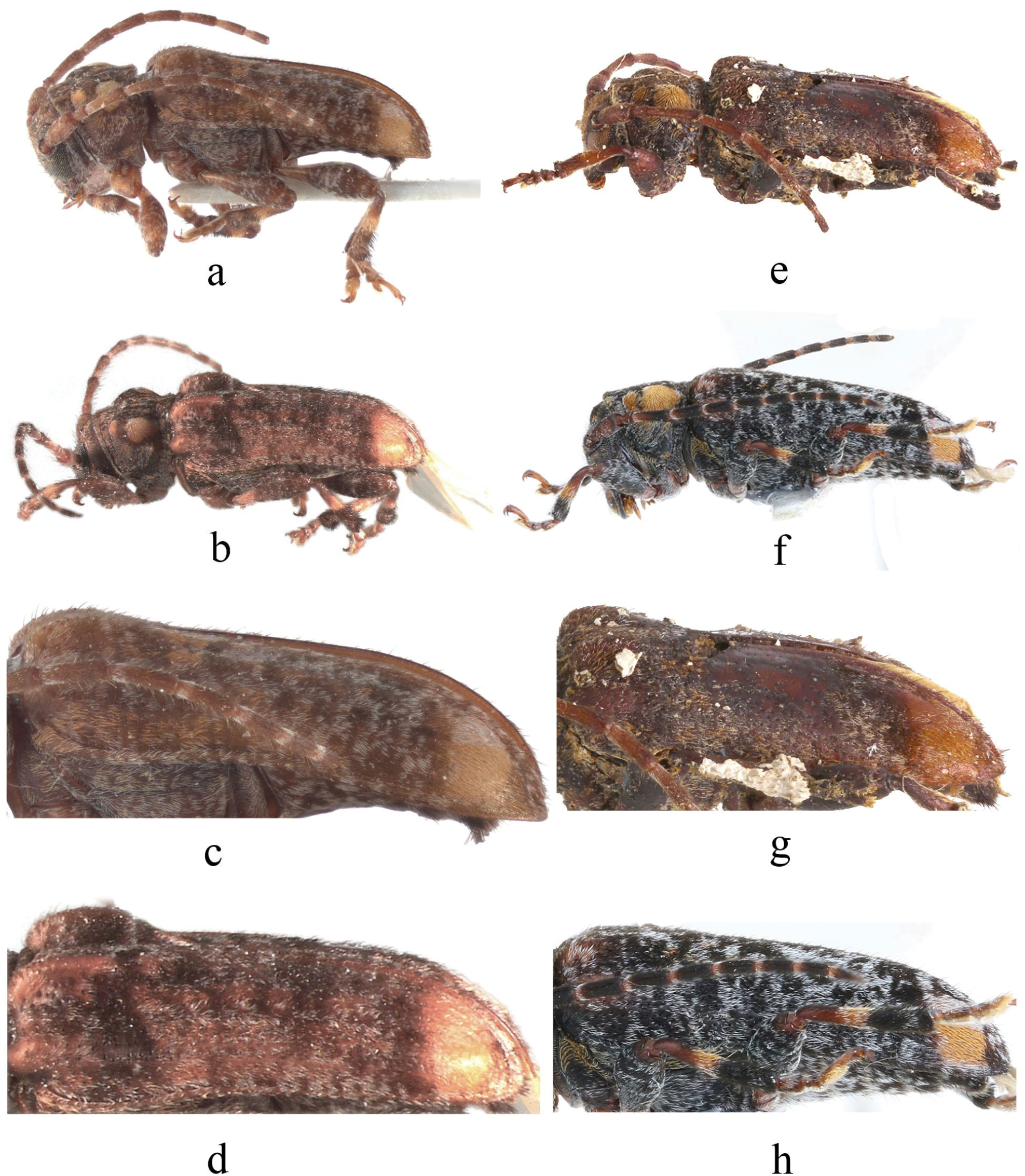
Widok boczny. a i c: holotyp S. spinicollis; b i d: holotyp Bulbolmotega sumatrensis, e i g: holotyp S. rufomaculatus, f i h: okaz S. rufomaculatus z Kuangsi

Chrząszcze o stosunkowo szerokim jak na kózkowate ciele.
Wycofana w tułów głowa ma oczy zbudowane z dość grubych fasetek, podzielone głębokim wykrojeniem po wewnętrznej stronie na część górną i dolną, z których ta ostatnia jest dłuższa niż szersza i wyraźnie dłuższa od policzków. Szerokość czoła jest większa od jego długości. Miejsca osadzenia czułków są płaskie, niewystające ku górze i szeroko rozstawione. Same czułki są krótsze od ciała, na spodzie zaopatrzone w krótkie szczecinki, o trzonku krótkim i grubym, nóżce dość długiej, a członie trzecim dłuższym od czwartego lub od trzonka.
Szersze niż dłuższe przedplecze ma po bokach, za środkiem długości parę niewielkich, spiczastych kolców. Przy przedniej i tylnej krawędzi przedplecza biegną po dwie poprzeczne bruzdy, z których druga przednia jest  pośrodku silnie ku tyłowi wygięta. Na nierównej powierzchni przedplecza leży para dużych, tępych guzów. Szersze niż przedplecze i na szczycie zaokrąglone pokrywy mają po jednej tępej podłużnej listewce pośrodkowej u podstawy. Przedpiersie ma wąski wyrostek międzybiodrowy leżący niżej niż biodra pary przedniej. Śródpiersie cechuje się wyrostkiem międzybiodrowym na przedzie krótko pionowym. Panewki bioder środkowej pary są bocznie otwarte. Długie odnóża posiadają nieco maczugowate uda. Golenie środkowej pary pozbawione są po stronie zewnętrznej ukośnego rowka przed wierzchołkiem.

## Rozprzestrzenienie
Rodzaj orientalny, znany z chińskich Kuangsi i Junnanu, indyjskiej Kerali, Laosu, Tajlandii, Wietnamu oraz indonezyjskich Sumatry i Jawy.

## Taksonomia
Takson ten wprowadzony został w 1941 roku przez Stefana von Breuninga i Cornelisa de Jonga na łamach „Zoologische Mededelingen” jako monotypowy, z opisanym w tej samej publikacji S. spinicollis jako jedynym gatunkiem. W 1966 roku Breuning wprowadził monotypowy rodzaj Bulbolmotega z opisanym w tej samej publikacji B. sumatrensis jako jedynym gatunkiem. W 1973 roku autor ów opisał nowy gatunek z rodzaju Spinosodus. W 2025 roku Zhao Shuai na podstawie analizy okazów zsynonimizowali B. sumatrensis z S. spinicollis i tym samym Bulbolmotega z Spinosodus.
Do rodzaju zalicza się dwa opisane gatunki:
- Spinosodus rufomaculatus Breuning, 1973
- Spinosodus spinicollis Breuning et de Jong, 1941